# Bashtanka (Mikolaiv)
Bashtanka (en ucraniano: Баштанка; en ruso: Баштанка) es una ciudad ucraniana perteneciente al óblast de Mikolaiv. Situada en el sur del país, es el centro del raión homónimo y del municipio (hromada) de Bashtanka.

## Geografía
Bashtanka está en la orilla izquierda del río Injul, 32 km al norte de Mikolaiv.

## Historia
El lugar fue fundado en 1806 y se llamó Poltavka (en ucraniano: Полтавка) hasta 1928. Estaba formado principalmente campesinos estatales y cosacos de las gobernaciones de Poltava y Chernígov.
Al comienzo de la guerra civil rusa, aquí se proclamó la república de Bashtanka, una república campesina insurgente que existió en septiembre-diciembre de 1919 tras una revuelta contra Denikin. La república se formó por iniciativa de los partidos ucranianos de izquierda en alianza con los bolcheviques locales. En 1928, el pueblo de Poltavka pasó a llamarse Bashtanka en honor a la república de Bashtanka.
En 1952 se puso en funcionamiento el sistema de riego del Inhulets, creando una red de embalses en el centro del pueblo. Bashtanka recibió el estatus de asentamiento de tipo urbano en 1963. En 1987, Bashtanka recibió el estatus de ciudad.
Durante la invasión rusa de Ucrania en 2022, un convoy del ejército ruso de 800 vehículos fue emboscado y supuestamente destruido por aviones ucranianos cerca de Bashtanka. El 20 de abril, según informes, un hospital fue alcanzado por un misil ruso.

## Demografía
La evolución de la población de Bashtanka entre 1886 y 2022 fue la siguiente:
| 2846                                                          | 5043 | 6783 | 9126 | 12 873 | 13 146 | 12 814 | 12 696 | 12 680 | 12 631 | 12 672 | 34 757 | 12 180 |
| (Fuente: Cities & Towns of Ukraine y UKRAINE: Größere Städte) |      |      |      |        |        |        |        |        |        |        |        |        |

Según el censo de 2001, el 93% de la población son ucranianos y el 5% son rusos. En cuanto al idioma, la lengua materna de la mayoría de los habitantes, el 95,03%, es el ucraniano; del 4,09% es el ruso.

## Economía
En la estructura industrial de Bashtanka, el lugar principal lo ocupa la industria alimentaria. Además, hay empresas de las industrias eléctrica y electrónica.  

## Infraestructura

### Transporte
La línea ferroviaria Známianka-Mikolaiv corre al este de la ciudad y Bashtanka se encuentra en la carretera nacional H-11.

## Galería

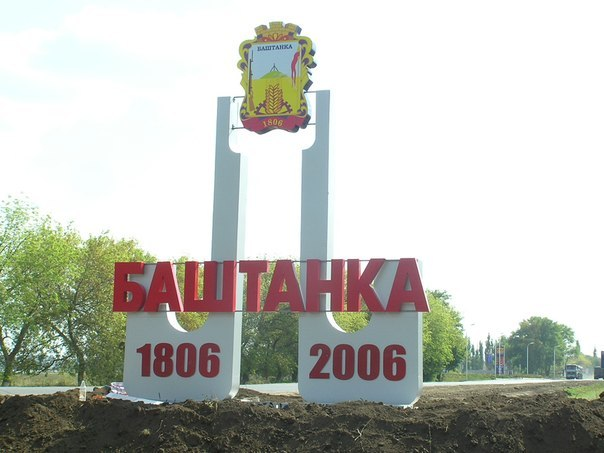
Cartel de entrada a Bashtanka
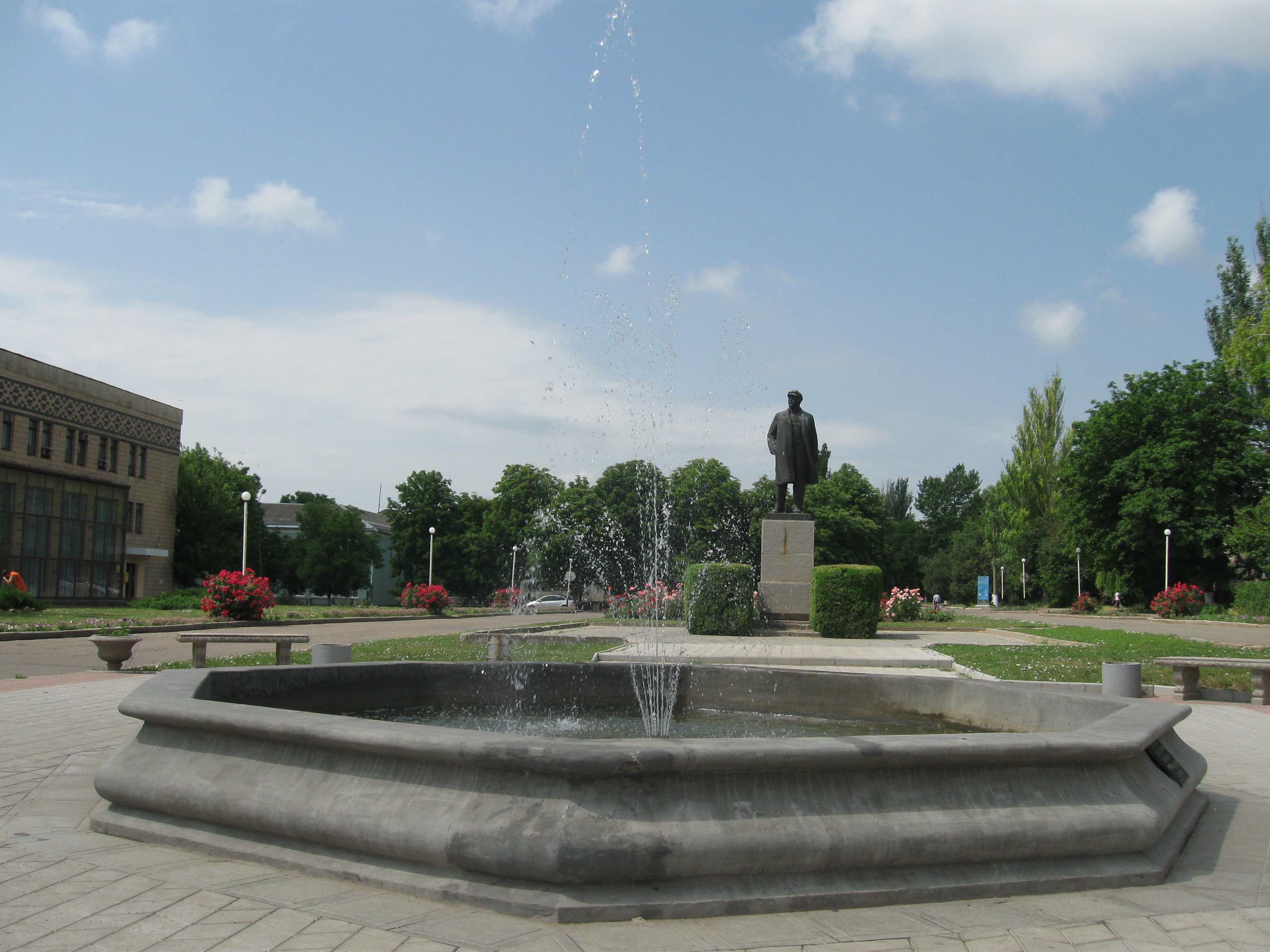
Plaza central
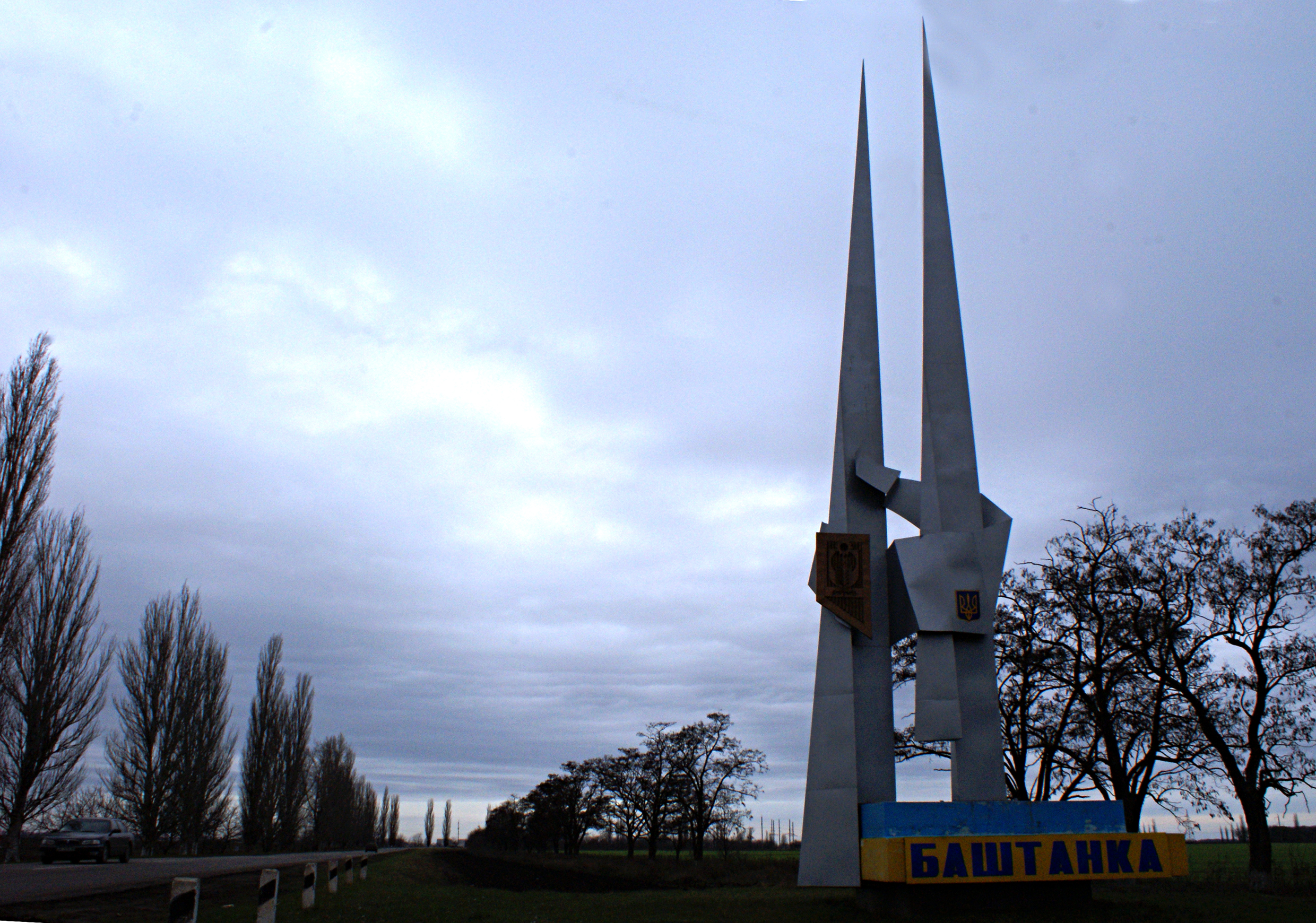
Monumento en Bashtanka
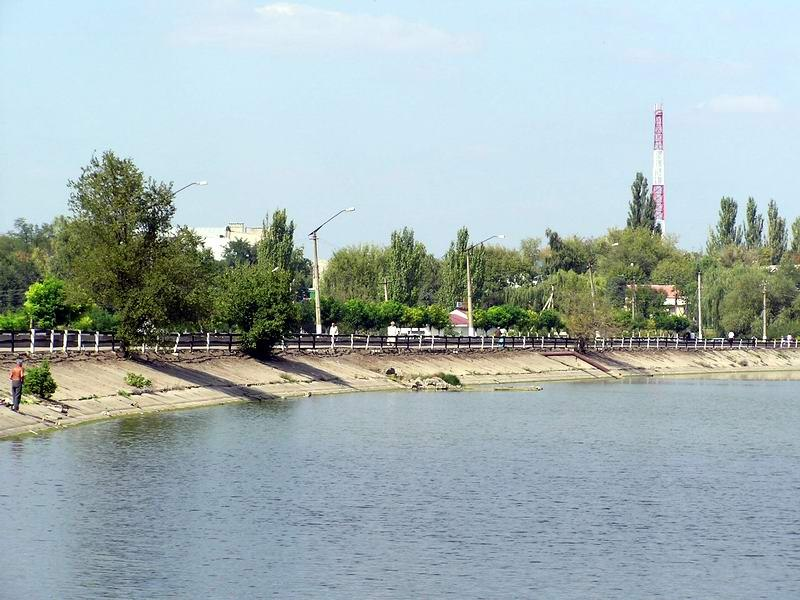
Laguna central de Bashtanka